# Dennis Rieth
Dennis Rieth (* 10. September 1964) ist ein ehemaliger deutscher Fußballprofi. Der Offensivspieler hat in der Saison 1983/84 bei Eintracht Frankfurt drei Spiele in der Fußball-Bundesliga absolviert.

## Laufbahn
Rieth entstammte der eigenen Nachwuchsabteilung von Eintracht Frankfurt, die in den 1980er Jahren sehr erfolgreich war. So zählte Dennis Rieth zum Kader der A-Junioren, die 1982 und 1983 die Deutsche Meisterschaft gewinnen konnte. Er spielte dort unter anderem mit Hans-Jürgen Gundelach, Harald Krämer, Uwe Müller, Thomas Berthold, Bernhard Trares, Thomas Klepper, Armin Kraaz und Manfred Binz zusammen. Er wurde auch im September 1982 in drei Länderspielen gegen Finnland, Norwegen und Dänemark in der Jugendnationalmannschaft des DFB eingesetzt.
Aufgrund seiner Leistungen wurde er von Branko Zebec in den Profikader der Eintracht geholt, die seinerzeit verstärkt Nachwuchskräften eine Chance gab.
Rieth konnte sich jedoch nicht durchsetzen und kam lediglich auf drei Ligaeinsätze. Er wurde in den drei Begegnungen im September 1983 gegen Fortuna Düsseldorf (3:0), im Lokalderby am 10. September gegen Kickers Offenbach (1:2) und dem torlosen Heimremis gegen Werder Bremen jeweils in der 2. Halbzeit eingewechselt. Nach der Saison 1983/84 ging er in den Amateurbereich zurück. Zur Saison 1985/86 schloss er sich dem SV Sandhausen in der Amateuroberliga Baden-Württemberg an. Unter Trainer Slobodan Jovanić belegte der SVS den 4. Rang und Rieth hatte in 22 Ligaeinsätzen zwei Tore an der Seite von Mitspielern wie Erwin Rupp, Rüdiger Menges, Gerd Dais und Bernd Nathmann erzielt. Nach einer Runde zog es ihn wieder nach Frankfurt zurück.
Dort spielte er in der Folge für Rot-Weiss Frankfurt (1986 bis Dezember 1987), SV 1919 Bernbach (ab Januar 1988) und als Spielertrainer beim VfB Oberndorf (November 1996 bis 2000) und Germania Wächtersbach (ab 2000).